# Andrej Babiš
Andrej Babiš (Bratislava, 2. rujna 1954.), češki političar, poduzetnik, ekonomist i milijarder slovačkog podrijetla. Osnivač je i predsjednik stranke Akcija nezadovoljnih građana 2011 (ANO 2011).
Drugi je najbogatiji češki građanin, prema procjeni Forbesa i Bloomberga posjeduje bogatstvo vrijednosti 4,1 milijarde dolara, a i vlasnik je utjecajne medijeske grupe MAFRA i poljoprivredno-prehrambene tvrtke Agrofert, zbog čega ga nazivaju "češkim Berlusconijem".  S druge strane, zbog odnosa s medijima uspoređuju ga s Donaldom Trumpom, a zbog sličnog stjecanja bogatstva i političke pozadine opisuju ga kao "križanca Berlusconija i Trumpa".
Oporbeni političari optužuju ga da je bio špijun sovjetskog KGB-a i čehoslovačke tajne službe StB, kao i za sukob interesa tijekom mandata u ministarstvu financija, za kojega je smanjio državni dug, uveo elektroničko plaćanje poreza i računa, kako bi se smanjilo plaćanje računa na crno te prvi postigao novčani višak u državnoj blagajni.

## Vanjske poveznice
|  | Zajednički poslužitelj ima još gradiva o temi Andrej Babiš |

- Službeni blog (češ.)